# Inocellia sinensis
Inocellia sinensis is een kameelhalsvliegensoort uit de familie van de Inocelliidae. De soort komt voor in de China.
Inocellia sinensis werd voor het eerst wetenschappelijk beschreven door Navás in 1936.